# La casa de papel

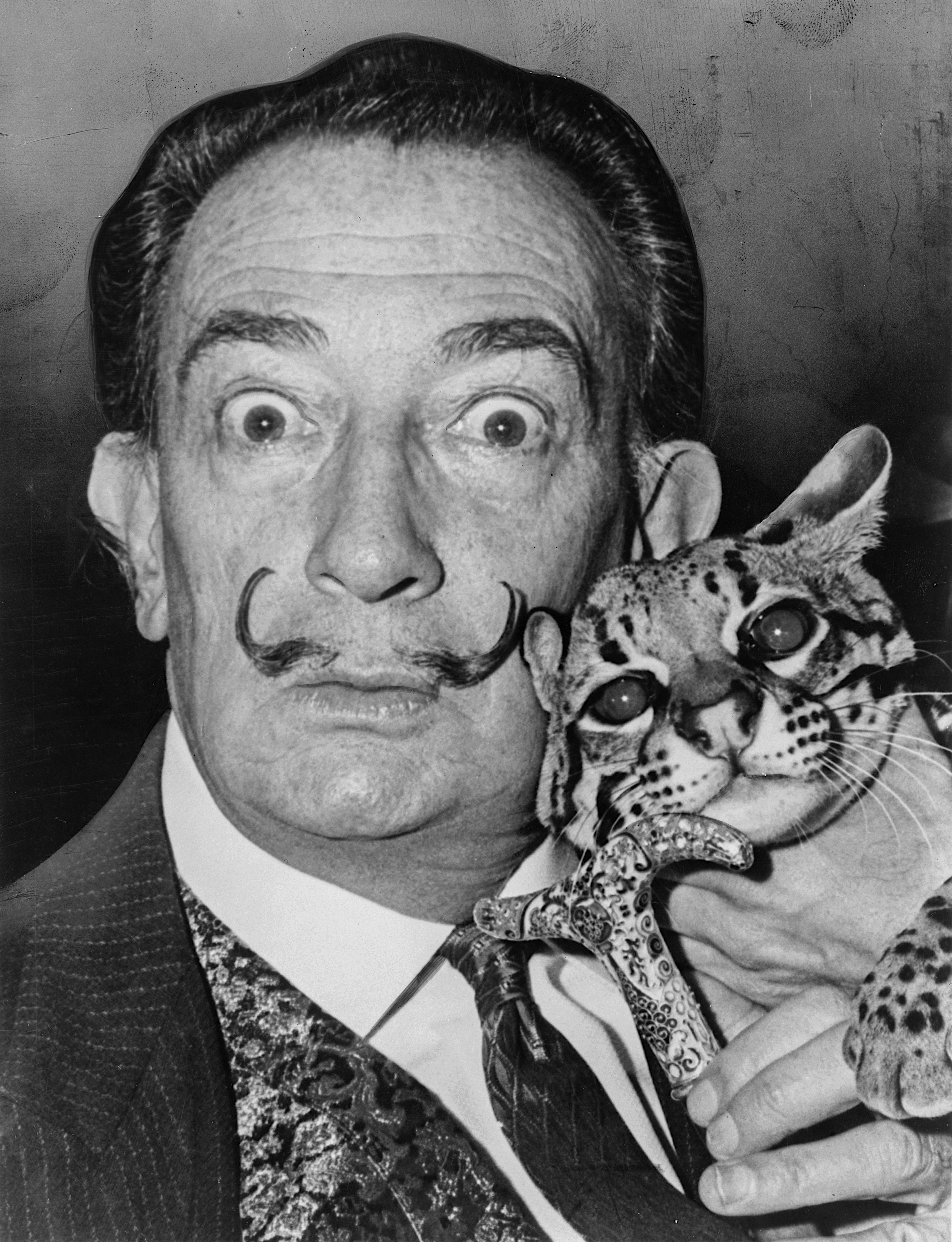
Het masker dat gebruikt werd door de overvallers in de serie is gebaseerd op een afbeelding van de schilder Salvador Dalí met een verbaasde blik en een oplopende snor.

La casa de papel (letterlijke vertaling: Het huis van papier) is een Spaanse kraakserie van Álex Pina. De eerste aflevering werd op 2 mei 2017 op de Spaanse zender Antena 3 uitgezonden. Op 22 december 2017 verscheen het eerste deel van de afleveringen in Nederland en België op Netflix. Money Heist is de Engelse titel op Netflix.

## Samenvatting
Een mysterieuze man die zichzelf "de Professor" noemt, organiseert samen met acht specialisten (vernoemd naar steden) de grootste overval in de Spaanse geschiedenis. Samen willen ze de Koninklijke Munt van Spanje infiltreren om zelf bankbiljetten te drukken. Het doel is om met een totaal van 2,4 miljard euro in de tas het gebouw te verlaten. Ze hebben hiervoor elf dagen toegang tot de gelddrukmachines nodig. Dit vereist een uitgekiend plan om de speciale eenheden van de Spaanse politie om de tuin te leiden. Het verhaal is vooral gericht op een van de overvallers, Tokio (Úrsula Corberó), omdat ze vechten met gijzelaars van binnenuit en de politie van buitenaf. In het derde deel worden de overlevende overvallers gedwongen onder te duiken. Met behulp van nieuwe leden plannen en voeren ze een aanval uit op de Bank van Spanje.

## Rolverdeling
| Acteur              | Rol                                              |
| ------------------- | ------------------------------------------------ |
| Úrsula Corberó      | Silene Oliveira ("Tokio")                        |
| Itziar Ituño        | Raquel Murillo (“Lisboa" / "Lissabon")           |
| Álvaro Morte        | Sergio Marquina ("El Profesor" / "De Professor") |
| Paco Tous           | Agustín Ramos ("Moscú" / "Moskou")               |
| Pedro Alonso        | Andrés de Fonollosa ("Berlín" / "Berlijn")       |
| Alba Flores         | Ágata Jiménez ("Nairobi")                        |
| Miguel Herrán       | Aníbal Cortés ("Río")                            |
| Jaime Lorente       | Ricardo (Daniel) Ramos ("Denver")                |
| Esther Acebo        | Mónica Gaztambide ("Stockholm")                  |
| Enrique Arce        | Arturo Román (Arturito)                          |
| María Pedraza       | Alison Parker                                    |
| Darko Perić         | Mirko Dragic ("Helsinki")                        |
| Roberto García      | Radko Dragic ("Oslo")                            |
| Kiti Mánver         | Mariví Fuentes                                   |
| Hovik Keuchkerian   | "Bogotá"                                         |
| Rodrigo de la Serna | Martín Barroti ("Palermo")                       |
| Najwa Nimri         | Alicia Sierra                                    |
| Luka Peros          | "Marseille"                                      |
| Belén Cuesta        | Julia ("Manila")                                 |

## Release
De serie is opgedeeld in verschillende delen. Twee delen vormen samen een seizoen. Het eerste deel, dat uit de afleveringen 1 tot en met 9 bestaat, werd van 2 mei tot 27 juni 2017 uitgezonden op Antena 3. Deze negen afleveringen werden opnieuw bewerkt door Netflix en op 22 december 2017 online gezet als 13 afleveringen. Het tweede deel van de serie, dat uit de afleveringen 10 tot en met 15 bestaat, werd uitgezonden van 16 oktober tot 23 november 2017. Het tweede deel werd op 6 april 2018 uitgebracht als negen afleveringen op Netflix. Een derde deel werd besteld door Netflix en werd op 19 juli 2019 uitgebracht en telde 8 afleveringen. Het vierde deel kwam uit op 3 april 2020 en bestond opnieuw uit 8 afleveringen. Deel vijf heeft 10 afleveringen waarvan de eerste 5 uitkwamen op Netflix op 3 september 2021; de laatste 5 kwamen uit op 3 december 2021.